# 平民县
平民县，中华民国陝西省旧县名。

## 历史
民国十八年（1929），经南京国民政府内政部批准，在朝邑縣东河滩地设平民县。辖域分布在当时朝邑縣、永济县之间的黄河两岸，为“跨河县”。平民县在河东之地共有八村，分别是大庆关北街（县城驻地）、正街、南街三村和古家寨、东郝家庄、西郝家庄、王家庄、严家庄。民国二十二年(1933)，黄河东流永济故道，老大庆关县城陷入河心。民国二十五年(1936)，政府将县城迁往河西的河滩荒地新建平民镇。1948年10月6日（农历九月初三），中共平朝工委领导朝邑县保警大队和常备大队起义，7日解放平民县城（史称平朝起义、九三起义），配合了西北野战军进行的荔北战役。1950年5月，平民县并入朝邑县。原县城今为大荔县平民镇。